# Saint-Firmin, Hautes-Alpes

Saint-Étienne-le-Laus este o comună în departamentul Hautes-Alpes, Franța. În 1 ianuarie 2022 avea o populație de 449 de locuitori.